# Bruno Sogalla
Bruno Sogalla, także Bruno Żogała (ur. 14 lipca 1865 w Roździeniu, zm. 1 kwietnia 1918 w Bogucicach) – lekarz, członek katowickiej Rady Miejskiej.

## Życiorys
Urodził się 14 lipca 1865 roku w Roździeniu (lub Dąbrówce Małej) w rodzinie mistrza kowalskiego Aleksandra Żogały. Uczył się w humanistycznym gimnazjum w Bytomiu, gdzie w 1885 roku zdał maturę, po czym studiował medycynę w Halle, Wrocławiu i Würzburgu. W 1889 roku uzyskał tytuł doktora w Instytucie Fizjologicznym Uniwersytetu w Würzburgu.
Po zdaniu egzaminu państwowego pracował przez rok jako asystent w szpitalu św. Józefa w Poczdamie. W 1891 roku zamieszkał w Strzelcach Wielkich (późn. Strzelce Opolskie) przy ulicy Toszeckiej. Jeszcze w tym samym roku osiedlił się w Brzezince (późn. część Mysłowic), gdzie leczył głównie miejscową ludność. Był także radnym tamtejszej gminy.
W 1896 roku, w związku z objęciem funkcji ordynatora szpitala Zakonu Bonifratrów w Bogucicach (późn. część Katowic), przeniósł się z Brzezinki do Katowic – według książki adresowej z 1906 roku mieszkał przy ówczesnej Friedrichstrasse 44 (późn. ulica Warszawska) Funkcję ordynatora pełnił do 1913 roku.
W 1898 roku zdał egzamin państwowy. Powołano go na lekarza kolejowego przy Dyrekcji Kolei Żelaznych w Katowicach. Prowadził także kursy pierwszej pomocy w Królewskiej Szkole Budowalnej (niem. Königliche Baugwerkschule) w Katowicach, którymi kierował do 1918 roku.
Był specjalistą chorób zakaźnych i zatruć metalami. Szybko zdobył uznanie pacjentów. Znany był jako gorliwy i wierny swojej pracy człowiek. W 1904 roku wybrano go do katowickiej Rady Miejskiej, a w 1909 roku został jej honorowym członkiem. W radzie intensywnie działał w komisji zdrowia. Był także członkiem zarządu kościelnego przy parafii Mariackiej w Katowicach.
W czasie I wojny światowej wykonywał obowiązki lekarza wojskowego. Na początku 1918 roku zaraził się od rosyjskiego jeńca wojennego tyfusem plamistym. Zmarł 1 kwietnia tego samego roku w Bogucicach.

## Upamiętnienie
- Ulica Bruno Żogały w Katowicach, na terenie dzielnicy Bogucice[11] – do 1922 roku Sogallastrasse[12].